# Швечата
Швечата — деревня в Даровском районе Кировской области в составе Вонданского сельского поселения.

## География
Находится на расстоянии примерно 31 км по прямой на север от райцентра поселка  Даровской.

## История
Известна с 1802 года как займище Турское с 8 дворами. В 1873 году здесь (займище Турское или Швечачи) учтено было дворов 14 и жителей 107, в 1905 27 и 158, в 1926 (уже деревня Швечачи или Турское) 29 и 171, в 1950 24 и 78, в 1989 оставалось 14 жителей. Нынешнее название утвердилось с 1939 года.

## Население
Постоянное население  составляло 2 человека (русские 100%) в 2002 году, 2 в 2010.